# Stade Pierre-Mauroy
Stade Pierre-Mauroy (do 2013 Grand Stade Lille Métropole) – wielofunkcyjny stadion w Villeneuve-d’Ascq, niedaleko Lille we Francji. Stadion został otwarty w sierpniu 2012 roku. Jest używany do rozgrywania spotkań piłkarskich, a gospodarzem stadionu jest klub Lille OSC. Może pomieścić 50 157 widzów. Obiekt wyposażony jest w rozsuwany dach, ale najbardziej nietypowym rozwiązaniem jest możliwość przesunięcia połowy murawy, pod którą ukryte są dodatkowe trybuny – w ten sposób można na stadionie zorganizować mecze koszykówki, siatkówki czy tenisa ziemnego.
W 2014 roku na obiekcie pobity został rekord frekwencji na oficjalnym meczu tenisowym. Mecz finałowej konfrontacji Pucharu Davisa pomiędzy reprezentantami Francji (Jo-Wilfried Tsonga) i Szwajcarii (Stanislas Wawrinka) obejrzało 27 432 widzów.
W 2015 roku stadion gościł część spotkań Mistrzostw Europy w Koszykówce Mężczyzn 2015. Podczas meczu 1/8 finału tej imprezy, w którym zmierzyły się Francja z Turcją, na trybunach Stade Pierre-Mauroy zasiadło 26 135 widzów, co jest rekordem pod względem frekwencji na meczu koszykarskim rozgrywanym pod dachem w Europie.
Na tym stadionie zostało rozegranych część spotkań Mistrzostw Europy w piłce nożnej w 2016 roku.